# Social IME
Social IME（ソーシャル・アイエムイー）は、かつて存在した、ユーザー参加型の日本語入力システム、インプットメソッド（IME）である。もはや無償でのサポートを続けることが出来ないとして、2016年9月1日にサービスを終了した。月1000万ユーザに利用された。

## 概要
インターネットを通じて辞書を共有する機能があり、ユーザーが単語を登録することで自律的に成長していくことが特長である。そのため、芸能人の名前や漫画の作品名、顔文字などをデフォルトで変換することが出来る。また、携帯電話のような予測変換機能があり、公式発表によると、「パソコン初心者を対象とした実験では、Microsoft Office IME 2007と比べて入力時間が21%、キー操作が26%削減された。」とされる。
Social IMEは、その変換エンジンを用いたクライアントソフトウェアを開発することが出来るウェブAPIを提供する。Social IMEの公式版はWindows用のみであるものの、APIを通じAndroid用のSimeji（名前の由来は「Social IME 字(ji)」である)を始めとした多数のクライアントソフトウェアが開発され、多様なプラットフォームで利用することが出来る。

## 問題点
登録した単語は共有辞書に追加され他のユーザと共有されるため、個人名やメールアドレスを登録することで個人情報が漏洩してしまう恐れがある。誤って登録してしまった場合でも、2012年1月28日現在、登録した単語を取り消す機能はない。
そのため、内閣官房情報セキュリティセンターは、当ソフトをBaidu IMEと共に、業務で使用するパソコンでは使用しないことを推奨している。
また、変換のたびに通信を行うため常時インターネットに接続されている必要があり、変換に時間がかかる場合もある。
64ビットアプリケーションには未対応である。64ビットWindows上で使った場合WOW64で動いている32ビットアプリケーションでしか変換が出来ない。